# 刘湘溶
刘湘溶（1955年6月—），江西新干人，中国生态伦理学学者。曾任湖南师范大学校长。

## 生平
1955年6月生于湖南吉首。1987年毕业于武汉大学研究生院，获哲学硕士学位。1992年晋升为副教授，1994年晋升为教授。曾任湖南师范大学研究生处处长，中国环境伦理学研究会常务理事、副秘书长，湖南省哲学学会理事，湖南省伦理学会理事、副秘书长，中国伦理学会理事等职。1998年至2000年，任湖南省社会科学院院长。
2000年4月，任湖南师范大学校长。2015年7月，因年龄原因，不再担任湖南师范大学党委副书记、校长职务。
2016年11月，他在法国巴黎参加由国务院侨务办公室华文教育名师巡讲团组织的“中华文化”专题讲解。

## 出版物
- 《生态伦理学》，湖南师范大学出版社，1992年
- 《走向明天的选择》，山东教育出版社，1992年
- 《生态文明论》，湖南教育出版社，2001年
- 《人与自然的道德话语：环境伦理学的进展与反思》，湖南师范大学出版社，2004年
- 《我国生态文明发展战略研究》，人民出版社，2012年